# Красношахтарська
Красношахтарська — ботанічна пам'ятка природи місцевого значення. Об'єкт розташований на території Оскільської сільської громади Ізюмського району Харківської області на північ від с. Співаківка. 
Площа — 71,9 га, статус отриманий у 1984 році. Перебуває у користуванні  ДП «Ізюмське лісове господарство», Придонецьке лісництво, квартали 426, 427, 466.
Охороняється ділянка старовікового лісу у долині річки Сіверський Донець. У межах пам'ятки представлені типи лісу типами лісу: сухий та свіжий сосновий бір, свіжий дубово-сосновий субір. Тут збереглися соснові ліси природного походження віком понад 120 років.